# أفعال شاذة (لغة)
الأفعال الشاذة في اللغة هي الأفعال التي تختلف عن الأفعال المنتظمة في التحول إلى صيغة الماضي، وفي بعض الحالات في صيغة المضارع البسيط.

## في اللغة الإنجليزية
معظم الأفعال في اللغة الإنجليزية أفعال منتظمة أي تنتهي بـed في الماضي والمبني للمجهول، لكن يوجد الكثير من الأفعال الشائعة الاستخدام هي أفعال شاذة، من الأمثلة على الأفعال الشاذة شائعة الاستخدام:
| الفعل في الصيغة الأصلية | الماضي البسيط | التصريف الثالث |
| ----------------------- | ------------- | -------------- |
| be (يكون)               | was\were      | been           |
| do (يفعل)               | did           | done           |
| go (يذهب)               | went          | gone           |
| eat (يأكل)              | ate           | eaten          |

## في اللغة الألمانية
صيغة الماضي البسيط للأفعال المنتظمة في اللغة الألمانية تنتهي بـte، ويبدأ التصريف الثالث بـge وينتهي بـt. أما الأفعال الشاذة فتكون على صيغ مختلفة، وفي بعض الحالات تختلف صيغة المضارع البسيط عندما يكون الفاعل مفردا. وهذه أمثلة على أفعال شاذة شائعة الاستعمال:
| الفعل في الصيغة الأصلية | المضارع البسيط للمفرد الغائب | الماضي البسيط | التصريف الثالث |
| ----------------------- | ---------------------------- | ------------- | -------------- |
| sein (يكون)             | ist                          | war           | ist gewesen    |
| denken (يفكر)           | denkt                        | dachte        | gedacht        |
| gehen (يذهب             | geht                         | ging          | gegangen       |
| essen (يأكل)            | isst                         | aß            | gegessen       |